# Tạ Phong Tần
Tạ Phong Tần (Vĩnh Long, 15 settembre 1968) è una blogger vietnamita. Ex poliziotta e membro del Partito Comunista del Vietnam, è stata arrestata nel settembre 2011 con l'accusa di propaganda antistatale per i post sul suo blog in cui denunciava la corruzione del governo.
Il 30 luglio 2012, la madre di Tạ Phong Tần, Dang Thi Kim Lieng, si è immolata davanti agli uffici del governo nella provincia di Bạc Liêu per protestare contro le accuse rivolte a sua figlia. Il 24 settembre 2012, Tạ Phong Tần è stata condannata a dieci anni di carcere. Il suo arresto ha suscitato proteste da parte di diversi gruppi tra cui l'Alto commissariato delle Nazioni Unite per i diritti umani, il Dipartimento di Stato degli Stati Uniti, Amnesty International e Human Rights Watch.
Rilasciata dopo 3 dei 10 anni di arresto, si è recata negli Stati Uniti, dove è arrivata il 20 settembre 2015.

## Biografia
Quando ha iniziato a scrivere sul blog, Tạ Phong Tần lavorava come poliziotta. Nel 2004 è diventata giornalista freelancer. Due anni dopo, ha aperto un blog intitolato Cong Ly va Su That (lett. "Giustizia e verità"), che è diventato popolare per i suoi rapporti sugli abusi della polizia vietnamita. A causa di queste segnalazioni e delle critiche alle politiche del Partito Comunista del Vietnam, è stata espulsa da quest'ultimo e ha perso il lavoro nel 2006.

### Arresto
Nel settembre 2011, Tạ Phong Tần è stata arrestata insieme a due colleghi blogger dissidenti, Nguyễn Văn Hải e Phan Thanh Hải, i quali avevano pubblicato articoli per il Free Journalists Club. I tre sono stati accusati di aver scritto propaganda antistatale. Le accuse prevedevano una pena massima di venti anni di reclusione. L'Economist ha descritto gli arresti come "l'ultimo di una serie di tentativi da parte dei governanti comunisti del Vietnam per frenare la fiorente popolazione di netizen del paese".
L'Alto commissariato delle Nazioni Unite per i diritti umani ha condannato gli arresti, descrivendo "quello che sembra essere uno spazio sempre più limitato per la libertà di espressione in Vietnam". In una visita del luglio 2012 ad Hanoi, il Segretario di Stato statunitense Hillary Clinton ha espresso preoccupazione per la detenzione dei tre giornalisti. Amnesty International ha descritto i tre come prigionieri di coscienza e ha sollecitato il loro rilascio. Anche la Federazione internazionale dei diritti umani e l'Organizzazione mondiale contro la tortura hanno rilasciato una dichiarazione congiunta, chiedendo al governo vietnamita di rilasciare i tre blogger incondizionatamente.

### Auto-immolazione della madre
La mattina del 30 luglio 2012, una settimana prima dell'inizio del processo a Tạ Phong Tần, la madre 64enne, Dang Thi Kim Lieng, si è data fuoco davanti al Comitato popolare di Bạc Liêu per protestare contro la detenzione di sua figlia. Lieng è morta per via delle gravi ustioni durante il tragitto verso l'ospedale. La morte è stata la prima auto-immolazione segnalata in Vietnam dagli anni '70.
I media statali vietnamiti non hanno preso in considerazione la morte per diversi giorni, prima di affermare che avrebbero indagato. Nel processo a Tần è stato annunciato un rinvio a tempo indeterminato.
L'Ambasciata degli Stati Uniti in Vietnam ha espresso forte preoccupazione e tristezza per la notizia e ha auspicato il rilascio dei blogger. Il Comitato per la protezione dei giornalisti, con sede negli Stati Uniti, ha definito la morte di Lieng "uno scioccante promemoria del fatto che la campagna del Vietnam contro blogger e giornalisti esige un insopportabile tributo emotivo sulle persone coinvolte". Human Rights Watch ha invitato la comunità internazionale ad affrontare la situazione dei diritti umani in Vietnam, affermando: "Questa non è solo una tragedia per una famiglia. Questa è una tragedia per l'intero paese."
Un gran numero di persone in lutto si è recato a casa di Lieng per rendere omaggio nella settimana successiva alla sua morte, anche se molti sarebbero stati intercettati sulle strade dalle forze di sicurezza dello stato. Il governo ha anche tenuto tali persone sotto stretta sorveglianza con l'ausilio di agenti di polizia in borghese.

### Sentenza
Il 24 settembre 2012, Tạ Phong Tần è stata condannata a dieci anni di carcere in un'udienza di un giorno che l'Economist ha paragonato a un processo farsa dell'Unione Sovietica. I pubblici ministeri hanno affermato che i tre avevano "distorto la verità su Stato e Partito, creato ansia tra i cittadini e sostenuto schemi per rovesciare il governo", e la corte ha ritenuto che stavano "incidendo gravemente sulla sicurezza nazionale e sull'immagine del paese nella sfera globale". Phan Thanh Hải, che si era dichiarato colpevole, è stato condannato a quattro anni di reclusione e Nguyễn Văn Hải a dodici anni. Le sentenze sono state confermate da una corte d'appello il 28 dicembre 2012. Nel 2013, il gruppo di lavoro delle Nazioni Unite sulla detenzione arbitraria ha ritenuto che la detenzione di Tần viola diversi articoli della Dichiarazione universale dei diritti umani e della Convenzione internazionale sui diritti civili e politici.

## Premi e riconoscimenti
Nel dicembre 2012, Tạ Phong Tần è stata una delle 41 persone a vincere un premio Hellman/Hammett da Human Rights Watch, che riconosce gli scrittori vittime di persecuzioni politiche. Nel dicembre 2012, insieme a Phạm Thanh Nghiên e Huỳnh Thục Vy, ha ricevuto il Vietnam Human Rights Award dal Vietnam Human Rights Network. Nel 2013, è stata nominata vincitrice dell'International Women of Courage Award del Dipartimento di Stato degli Stati Uniti. Nella cerimonia della Giornata internazionale della donna, il Segretario di Stato statunitense John Kerry ha detto di lei: "Per la sua dedizione nel chiedere continuamente un governo migliore per il suo popolo, per la sua disponibilità a correre rischi per le sue convinzioni, per la sua esperienza di vita e le sue capacità di una scrittrice che funge da ispirazione per le donne in Vietnam, Tạ Phong Tần è una donna coraggiosa del 2013."

## Vita privata
Tạ Phong Tần è cattolica; la sua conversione al cattolicesimo è iniziata a causa di un caso in cui ha difeso 8 parrocchiani di Hanoi. In seguito a tale processo, ha iniziato a essere coinvolta con i Redentoristi e altri cattolici, venendo anche battezzata il 14 giugno 2009 nella chiesa di Kỳ Đồng, sotto il nome di battesimo di Maria.